# Bulk-Sammler
Ein Bulk-Sammler ist ein Sammelgerät zur Erfassung der Deposition sedimentierender trockener und nasser Partikel (Bulk-Deposition) aus der Atmosphäre. Im Gegensatz zum Wet-only-Sammler ist er ständig geöffnet. Die Abgrenzung zum Bergerhoff-Gerät liegt darin, dass mit der Bergerhoff-Methode nur der Trockenrückstand erfasst wird.

## Aufbau und Verfahren
Bulk-Sammler bestehen aus einer Sammeleinheit, einer Halterung für die Sammeleinheit und einem Kontaminationsschutz.
Als Sammeleinheit werden Flaschen, Töpfe oder Kartuschen eingesetzt, die wahlweise mit einem Trichter ausgestattet sein können. Meist ähneln die Anordnungen von Trichter und Flasche einem meteorologischen Niederschlagsmesser. Die Sammeleinheit muss so beschaffen sein, dass eine Veränderung der Proben durch Licht, chemische oder biologische Vorgänge vermieden wird. Dem wird durch eine Abdunkelung des Probenbehälters sowie eine geeignete Werkstoffauswahl begegnet. Bei Bedarf kann der Bulk-Sammler auch mit einem Kühl- und Heizaggregat ausgestattet sein. Damit möglichst wenig Gasbestandteile an der Sammeleinheit absorbieren, sind die Oberflächen, die während der Probenahme nass werden können, klein zu halten.
Die Sammleröffnung sollte sich in einer Höhe von einem bis zwei Metern über Grund befinden. Potentielle Verunreinigungen des Sammelbehälters mit Tieren, Vogelkot oder Laub sind zu vermeiden. Die freie Anströmung des Sammelbehälters sollte gewährleistet sein.
Während der eigentlichen Probenahme werden trockene und nasse Partikel gesammelt, die im Anschluss analysiert werden können. In der Praxis erfolgt keine vollständige Sammlung sedimentierender Partikel.